# Łyżwiarstwo szybkie na Zimowych Igrzyskach Olimpijskich 2018 – bieg drużynowy kobiet
Bieg drużynowy kobiet rozgrywany w ramach łyżwiarstwa szybkiego na Zimowych Igrzyskach Olimpijskich 2018 odbył się 19 i 21 lutego w hali Gangneung Oval w Gangneung.
Złoty wywalczyły Japonki, które w składzie Ayano Satō/Miho Takagi/Nana Takagi/Ayaka Kikuchi ustanowiły również rekord olimpijski. Drugie były Holenderki Antoinette de Jong/Marrit Leenstra/Ireen Wüst/Lotte van Beek, a na najniższym stopniu podium stanęły Amerykanki Heather Richardson/Brittany Bowe/Mia Manganello/Carlijn Schoutens.
Polska drużyna – Katarzyna Bachleda-Curuś/Natalia Czerwonka/Luiza Złotkowska/Karolina Bosiek – zajęła 7 miejsce.

## Terminarz
| Data      | Konkurencja  | Godzina rozpoczęcia | Godzina rozpoczęcia |
| Data      | Konkurencja  | UTC+09:00           | CET                 |
| --------- | ------------ | ------------------- | ------------------- |
| 19 lutego | Ćwierćfinały | 20:00               | 12:00               |
| 21 lutego | Półfinały    | 20:00               | 12:00               |
| 21 lutego | Finały       | 20:54               | 12:54               |

## Rekordy
Rekordy obowiązujące przed rozpoczęciem igrzysk.
| Rekord            | Zawodnik                                                  | Czas    | Miejsce        | Data           |
| ----------------- | --------------------------------------------------------- | ------- | -------------- | -------------- |
| Rekord świata     | Japonia · Miho Takagi · Ayano Satō · Nana Takagi          | 2:50,87 | Salt Lake City | 8 grudnia 2017 |
| Rekord olimpijski | Holandia · Marrit Leenstra · Jorien ter Mors · Ireen Wüst | 2:58,05 | Soczi          | 22 lutego 2014 |

## Wyniki

### Ćwierćfinały
| Miejsce | Bieg | Reprezentacja            | Zawodnicy                                                   | Czas       | Strata | Uwagi      |
| ------- | ---- | ------------------------ | ----------------------------------------------------------- | ---------- | ------ | ---------- |
| 1.      | 1    | Holandia                 | Antoinette de Jong Marrit Leenstra Ireen Wüst               | 2:55,61 TR | –      | Półfinał 1 |
| 2.      | 2    | Japonia                  | Ayano Satō Miho Takagi Nana Takagi                          | 2:56,09    | +0,48  | Półfinał 2 |
| 3.      | 3    | Kanada                   | Ivanie Blondin Josie Morrison Isabelle Weidemann            | 2:59,02    | +3,41  | Półfinał 2 |
| 4.      | 4    | Stany Zjednoczone        | Heather Richardson Brittany Bowe Mia Manganello             | 2:59,75    | +4,14  | Półfinał 1 |
| 5.      | 2    | Chińska Republika Ludowa | Han Mei Hao Jiachen Li Dan                                  | 3:00,01    | +4,40  | Finał C    |
| 6.      | 3    | Niemcy                   | Roxanne Dufter Gabriele Hirschbichler Claudia Pechstein     | 3:02,65    | +7,04  | Finał C    |
| 7.      | 1    | Korea Południowa         | Kim Bo-reum No Seon-yeong Park Ji-woo                       | 3:03,76    | +8,15  | Finał D    |
| 8.      | 4    | Polska                   | Katarzyna Bachleda-Curuś Natalia Czerwonka Luiza Złotkowska | 3:04,80    | +9,19  | Finał D    |

### Półfinały
| Miejsce    | Reprezentacja     | Zawodnicy                                           | Czas    | Strata | Uwagi   |
| ---------- | ----------------- | --------------------------------------------------- | ------- | ------ | ------- |
| Półfinał 1 |                   |                                                     |         |        |         |
| 1.         | Holandia          | Antoinette de Jong Lotte van Beek Ireen Wüst        | 3:00,41 | –      | Finał A |
| 2.         | Stany Zjednoczone | Heather Richardson Mia Manganello Carlijn Schoutens | 3:07,28 | +6,87  | Finał B |
| Półfinał 2 |                   |                                                     |         |        |         |
| 1.         | Japonia           | Ayaka Kikuchi Miho Takagi Nana Takagi               | 2:58,94 | –      | Finał A |
| 2.         | Kanada            | Ivanie Blondin Keri Morrison Isabelle Weidemann     | 3:01,84 | +2,90  | Finał B |

### Finał
| Miejsce | Reprezentacja            | Zawodnicy                                               | Czas    | Strata | Uwagi |
| ------- | ------------------------ | ------------------------------------------------------- | ------- | ------ | ----- |
| Finał A |                          |                                                         |         |        |       |
| 1.      | Japonia                  | Ayano Satō Miho Takagi Nana Takagi                      | 2:53,89 |        | TR    |
| 2.      | Holandia                 | Antoinette de Jong Marrit Leenstra Ireen Wüst           | 2:55,48 | +1,59  |       |
| Finał B |                          |                                                         |         |        |       |
| 3.      | Stany Zjednoczone        | Heather Richardson Brittany Bowe Mia Manganello         | 2:59,27 |        |       |
| 4.      | Kanada                   | Ivanie Blondin Josie Morrison Isabelle Weidemann        | 2:59,72 | +0,45  |       |
| Finał C |                          |                                                         |         |        |       |
| 5.      | Chińska Republika Ludowa | Hao Jiachen Li Dan Liu Jing                             | 3:00,04 |        |       |
| 6.      | Niemcy                   | Roxanne Dufter Gabriele Hirschbichler Claudia Pechstein | 3:04,67 | +4.63  |       |
| Finał D |                          |                                                         |         |        |       |
| 7.      | Polska                   | Karolina Bosiek Natalia Czerwonka Luiza Złotkowska      | 3:03,11 |        |       |
| 8.      | Korea Południowa         | Kim Bo-reum No Seon-yeong Park Ji-woo                   | 3:07,30 | +4,19  |       |